# Деца зла
Деца зла је  српска серија из 2023. године.  
Серија је настала по мотивима истоименог романа судије Миодрага Мајића.
Од 2. новембра 2023. серија је доступна на платформи HBO Max.

## Радња
Радња овог узбудљивог трилера смештена је у Београд, у кући на Дедињу, где се дешава драматично убиство политичара.
Након што непозната особа убија жртву и остави крвави дукат у њеној руци, што јасно указује на ритуално убиство, отвара се низ питања и догађаја који се морају решити. Потрага за убицом нас уводи у свет препун злочина из страсти, освете, опомена и симболике.
Иако то првобитно не жели, Никола Бобић постаје адвокат оптуженог, а како истрага напредује, он улази у игру која ће бити у потпуности промењена.

## Улоге
| Глумац                  | Улога                         |
| ----------------------- | ----------------------------- |
| Радован Вујовић         | Никола Бобић                  |
| Јована Стојиљковић      | Бојана Новаковић              |
| Милица Јаневски         | Ана Баста                     |
| Аница Добра             | Mира Ковач                    |
| Никола Којо             | Алекса Дробњак                |
| Зоран Цвијановић        | Ненад Бобић Звонце            |
| Пеђа Марјановић         | Драган Пажин                  |
| Јана Милосављевић       | Соња                          |
| Славен Дошло            | Милан Јовановић / Ален Зилкић |
| Миодраг Драгичевић      | Денис                         |
| Вахид Џанковић          | Јован Глишић                  |
| Бојан Димитријевић      | Бранко Новаковић              |
| Љубомир Бандовић        | судија Горан Бушатлија        |
| Милица Михајловић       | Гордана Ивић                  |
| Ермин Сијамија          | Пеца Чечен                    |
| Марко Гиздавић          | Бомбона                       |
| Хана Бештић             | Миња                          |
| Ана Франић              | Борка Антонић                 |
| Јасмина Аврамовић       | Хајрија Зилкић                |
| Радомир Николић         | министар Милутиновић          |
| Борјанка Љумовић        | Слободанка                    |
| Мирко Влаховић          | Звонко Пажин                  |
| Воја Брајовић           | Богдан Ивановић               |
| Ирфан Менсур            | Папић                         |
| Иван Томић              | Мирољуб Лекић                 |
| Дамјан Кецојевић        | Борис Јанковић                |
| Јелена Граовац          | Милица                        |
| Милан Чучиловић         | Црни                          |
| Дејан Цицмиловић        | Радован Ковач                 |
| Јелена Тјапкин          | Снежа                         |
| Милош Војновић          | Веско                         |
| Татјана Венчеловски     | др Комазец                    |
| Михајло Лаптошевић      | антиквар                      |
| Сања Петровић           | водитељка                     |
| Марина Воденичар        | Ивана Јечменица               |
| Бранка Шелић            | комшиница са малтезером       |
| Емина Муфтић            | Муневера                      |
| Марија Опсеница         | др Јаковљевић                 |
| Јелена Пузић            | Ковиљка                       |
| Радослав Марјановић     | психијатар                    |
| Ђорђе Живадиновић Гргур | Дарко Марковић                |
| Иван Томашевић          | Анин комшија                  |
| Бора Ненић              | домар Славко                  |
| Јана Ивановић           | апотекарка                    |
| Александар Милковић     | новинар, Бојанин колега       |
| Небојша Кундачина       | професор правног факултета    |
| Милан Кочаловић         | Анин отац                     |
| Мирјана Филиповић       | Анина мајка                   |
| Маријана Андрић         | агенткиња некретнина          |
| Бранислав Чубрило       | пијанац из Бијељине           |
| Хасан Чичић             | рецепционер                   |

## Епизоде
| Сезона | Сезона | Епизоде | Епизоде | Оригинално емитовање | Оригинално емитовање |
| Сезона | Сезона | Епизоде | Епизоде | Премијера            | Финале               |
| ------ | ------ | ------- | ------- | -------------------- | -------------------- |
|        | 1.     | 10      | 10      | 2. новембар 2023.    | 2. новембар 2023.    |